# バルバリア海岸

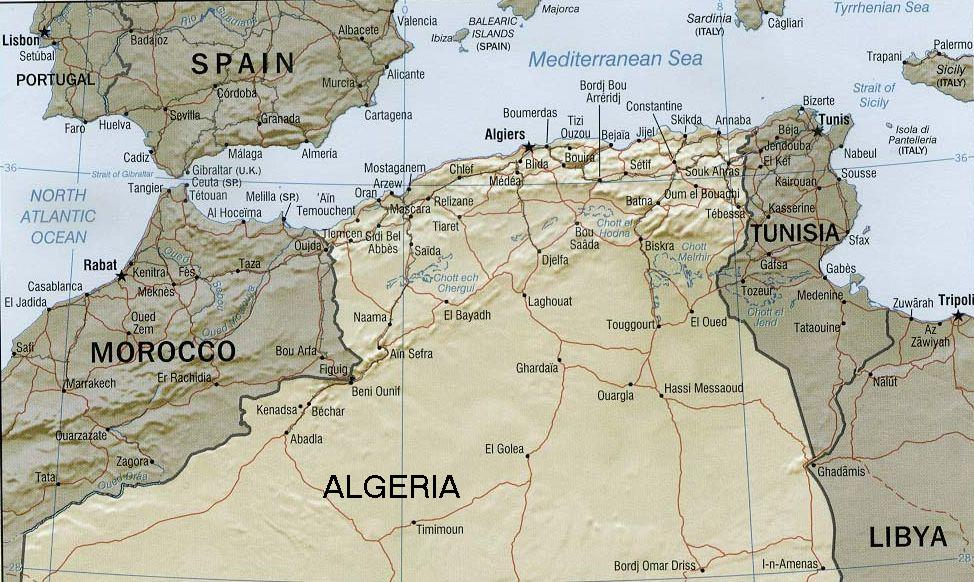
バルバリア海岸

バルバリア海岸（バルバリアかいがん）またはバーバリー海岸（バーバリーかいがん、英：Barbary Coast / Berber Coast）は、ヨーロッパ人が16世紀から19世紀にかけベルベル人の住むアフリカ北西岸一帯を指して用いた名称である。現在のモロッコ、アルジェリア、チュニジア、リビアといった北西アフリカ一帯の海岸および都市群にあたる地域で、現在は主にマグリブと称される。

## 概要
"バルバリア"とはベルベル人の土地のことで、17世紀から20世紀の間にヨーロッパで作成された地図では内陸部を含めた広い範囲にあてられていた名称である。

この地域は、地中海や北大西洋に暗躍し船や各地の海岸を襲ったバルバリア海賊の拠点となった。彼らはヨーロッパやアメリカ、サブサハラアフリカで奴隷や物品を略奪するバルバリア奴隷貿易を行い、バルバリア海岸を名目的に支配していたオスマン帝国やヨーロッパ人闇商人に売り飛ばした。こうした海賊は長らくヨーロッパにとって脅威であったが、次第にスペインやフランス、イギリスなどの海軍に掃討されたりバーバリ戦争でアメリカに敗れるなどして弱体化し、1830年にアルジェリアがフランスに征服されるに至って海賊は消滅、「バルバリア海岸」の名称も消えていった。

## 歴史

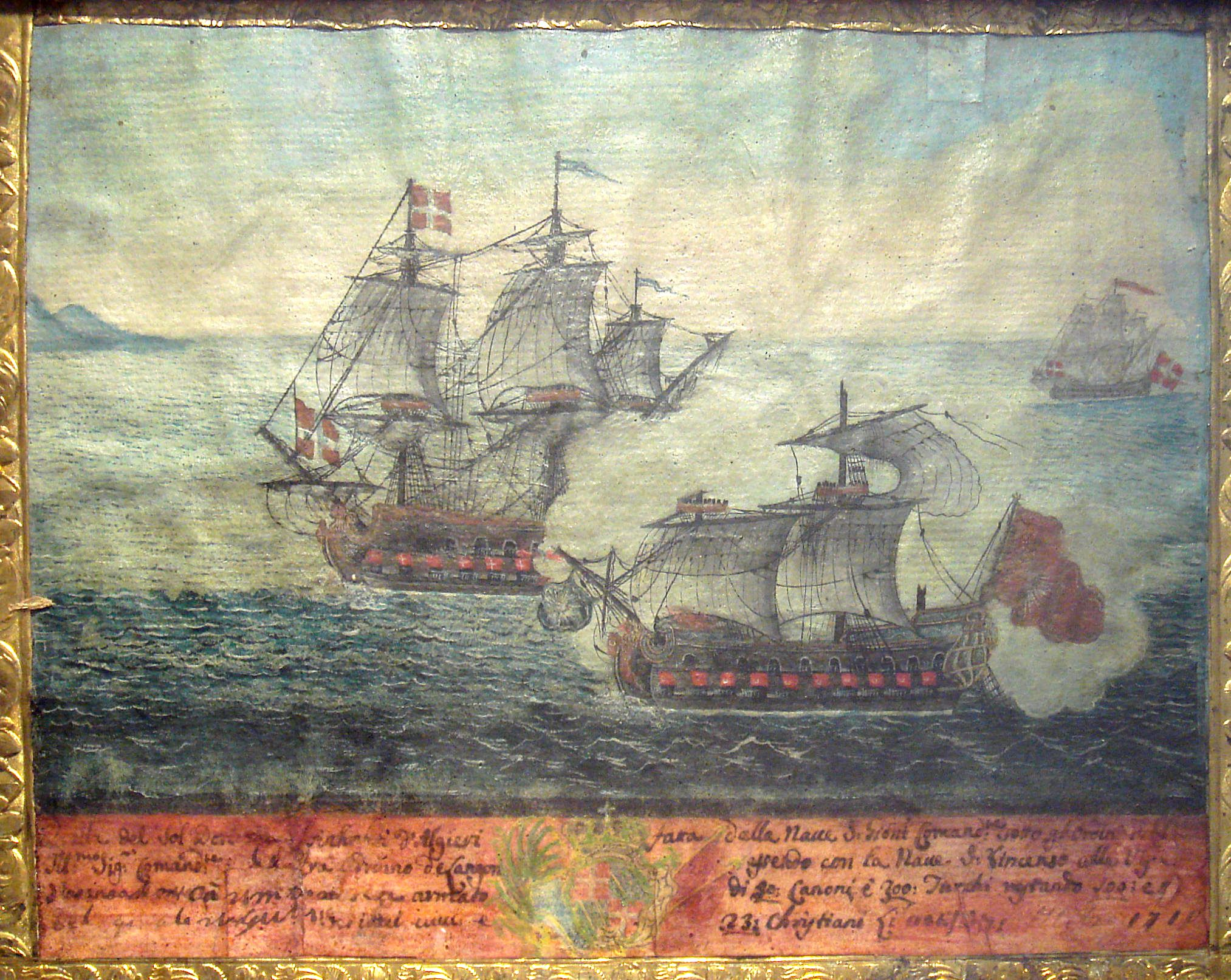
ランゴン沖でのアルジェリア船（手前）とマルタ騎士団の海戦、1719年

"バルバリア"は必ずしも政治的に統一された地域ではなかった。16世紀以降はオスマン帝国領アルジェリア、オスマン帝国領チュニジア（フサイン朝）、トリポリタニア（カラマンリー朝）が割拠していた。これらを実質的に支配していたのは、アルジェリアのパシャやデイ、チュニジアのベイ、トリポリのベイを名乗る海賊たちだった。
バルバリアの名称が用いられる以前、この地域の東部はイフリーキヤ、西部はモロッコと呼ばれていた。中部にあたるアルジェリアはトレムセンやティアレットを中心として栄えていたが、度々ムワッヒド朝やハフス朝といった強力なベルベル人国家の支配を受けた。当時「バルバリア」地域で最も大きく栄えていた都市はモロッコのマラケシュだったが、ヨーロッパからはリビアのトリポリ、もしくはアルジェリアのアルジェ、モロッコのタンジールが首都、もしくは中心都市と認識されていた。 

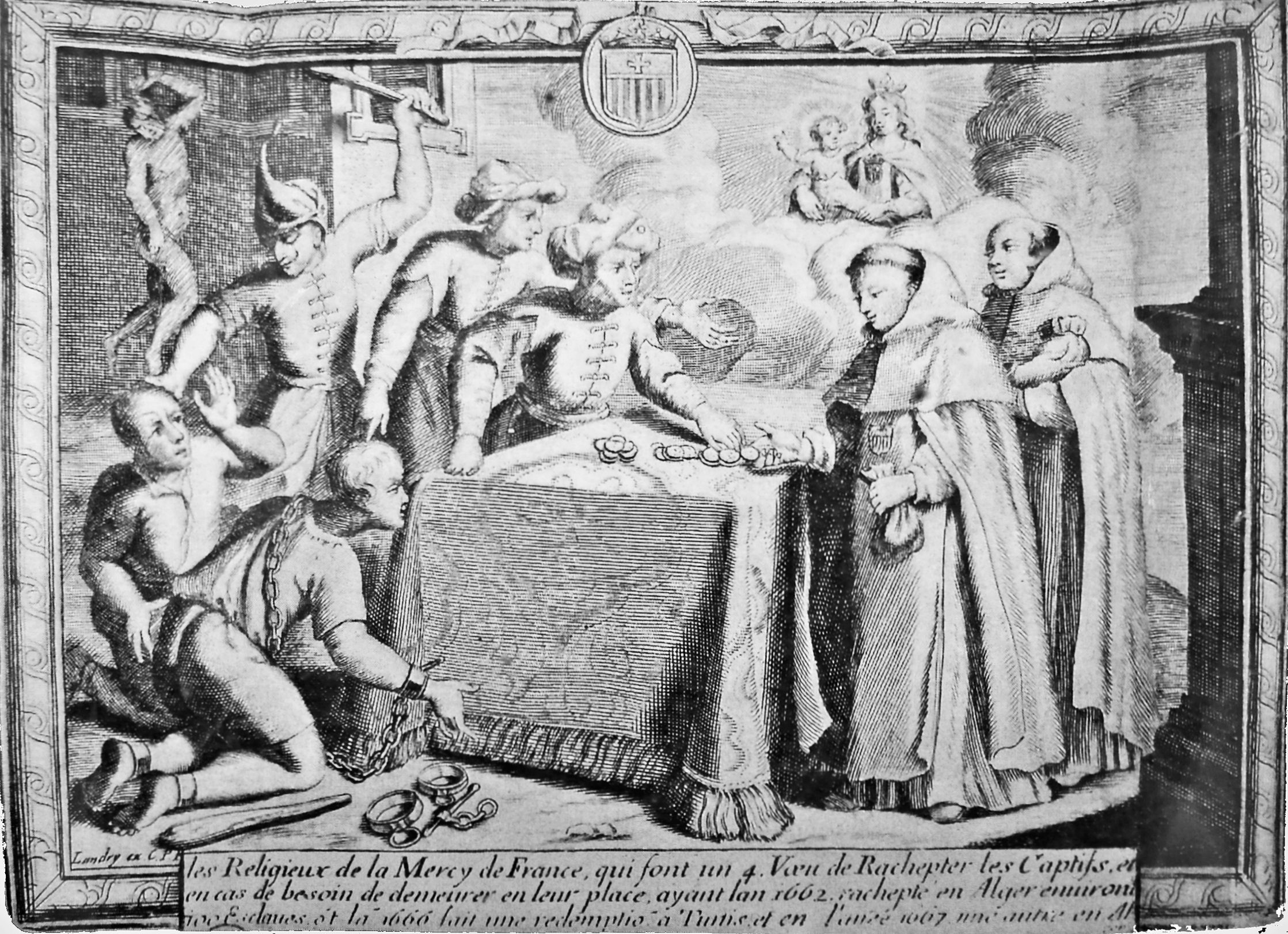
バルバリアでのキリスト教徒奴隷の取引

アメリカ合衆国はトリポリのバルバリア海賊に囚われたアメリカ人奴隷の解放とオスマン帝国属州での海賊行為を根絶するため第一次バーバリ戦争を起こしたが、この時行われた1805年のダーネの戦いはアメリカ海兵隊や海軍にとって、国外で行った最初の陸戦である。